# Mengistu Haile Mariam
Mengistu Haile Mariam (født 1937) var Etiopiens leder 1977-91.
Mengistu kom fra meget ringe kår: hans far havde været slave. Sønnen blev officer i den kejserlige, etiopiske hær.
I 1974 blev kejser Haile Selassie afsat af et statskup og et udvalg af militærofficere – Derg'en – tager magten. Mengistu er først en mindre betydelig figur, men efter en magtkamp blev han statsoverhoved i 1977. Under hans regering var Etiopien stærkt knyttet med Sovjetunionen.
Mengistu flygtede fra landet i 1991 kort før anti-Derg guerillaer tager hovedstaden Addis Abeba. Han har siden levet i eksil i Zimbabwe.